# Magaramkent

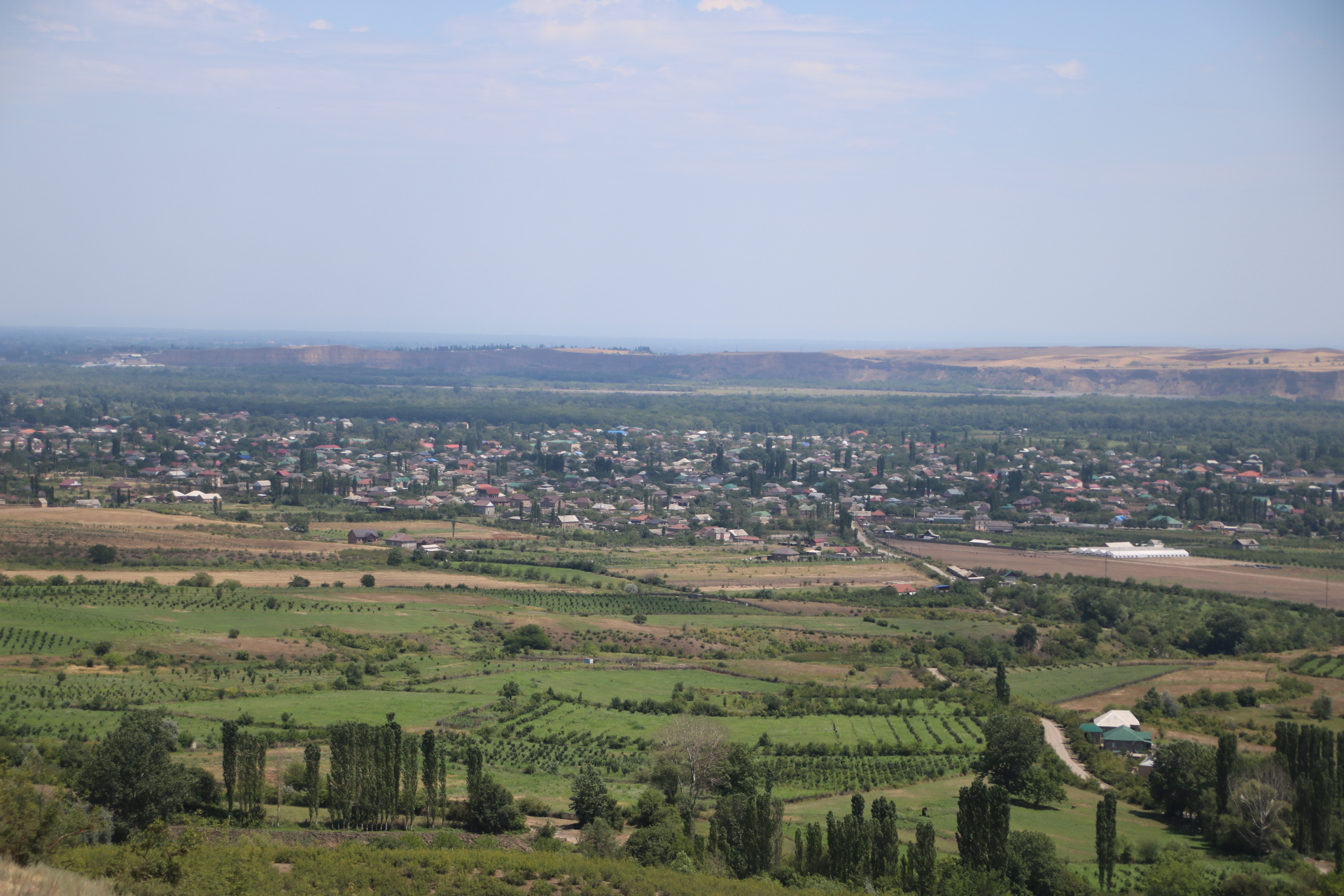
Magaramkent (2020)

Magaramkent (russisch Магарамкент, lesgisch Мегьарамдхуьр) ist ein Dorf (selo) in der Republik Dagestan in Russland mit 6953 Einwohnern (Stand 14. Oktober 2010).

## Geographie
Der Ort liegt etwa 170 km Luftlinie südsüdöstlich der Republikhauptstadt Machatschkala im östlichen Teil des Großen Kaukasus. Er befindet sich unweit des linken Arm des Flusses Samur. Im Bereich des Ortes verläuft etwa 4 km entfernt auf einer Insel zwischen den beiden Hauptarmen des Flusses die Staatsgrenze zu Aserbaidschan.
Magaramkent ist Verwaltungszentrum des Rajons Magaramkentski sowie Sitz der Landgemeinde (selskoje posselenije) Magaramkentski selsowet, zu der außerdem das 3 km westlich gelegene Dorf Tagirkent gehört. Der Ort ist fast ausschließlich von Lesgiern bewohnt.

## Geschichte
Als Gründungsjahr des Dorfes gilt 1801. 1943 wurde Magaramkent Verwaltungssitz des neu geschaffenen, nach ihm benannten Rajons.

### Bevölkerungsentwicklung
| Jahr | Einwohner |
| ---- | --------- |
| 1959 | 1821      |
| 1970 | 3352      |
| 1979 | 3758      |
| 1989 | 4327      |
| 2002 | 6266      |
| 2010 | 6953      |

Anmerkung: Volkszählungsdaten

## Verkehr
Etwa 5 km nordöstlich von Magaramkent führt die föderale Fernstraße R217 Kawkas (früher M29, zugleich Teil der Europastraße 119) vorbei, die entlang dem Nordrand des Kaukasus und der Küste des Kaspischen Meeres verläuft; unweit befindet sich in deren Verlauf der Straßengrenzübergang nach Aserbaidschan. Von der Fernstraße über Magaramkent weiter zu den westlich in den Bergen gelegenen Rajonzentren Achty und Rutul führt den Samur aufwärts die Regionalstraße 82K-016.
Die nächstgelegenen Bahnstationen befinden sich an der Strecke Rostow am Don – Machatschkala – Baku jeweils knapp 30 km nördlich bis nordöstlich bei der Siedlung Belidschi sowie beim Dorf Samur, näher zur aserbaidschanischen Grenze.

## Söhne und Töchter des Ortes
- Arsen Alachwerdijew (* 1949), Ringer